# Jivno
Jivno (en allemand : Lischau) est une commune du district de České Budějovice, dans la région de Bohême-du-Sud, en République tchèque. Sa population s'élevait à 431 habitants en 2023.

## Géographie
Jivno se trouve à 3 km à l'est de Rudolfov, à 7 km à l'est-nord-est du centre de České Budějovice et à 121 km au sud de Prague.
La commune est limitée par Libníč au nord, par Lišov à l'est, par Zvíkov et Hlincová Hora au sud, et par Rudolfov et Adamov à l'ouest.

## Histoire
La première mention écrite du village date de 1378.

## Transports
Par la route, Jivno se trouve à 8 km de České Budějovice et à 150 km de Prague.

## Source
- (cs) Cet article est partiellement ou en totalité issu de l’article de Wikipédia en tchèque intitulé « Jivno » (voir la liste des auteurs).